# Moabe

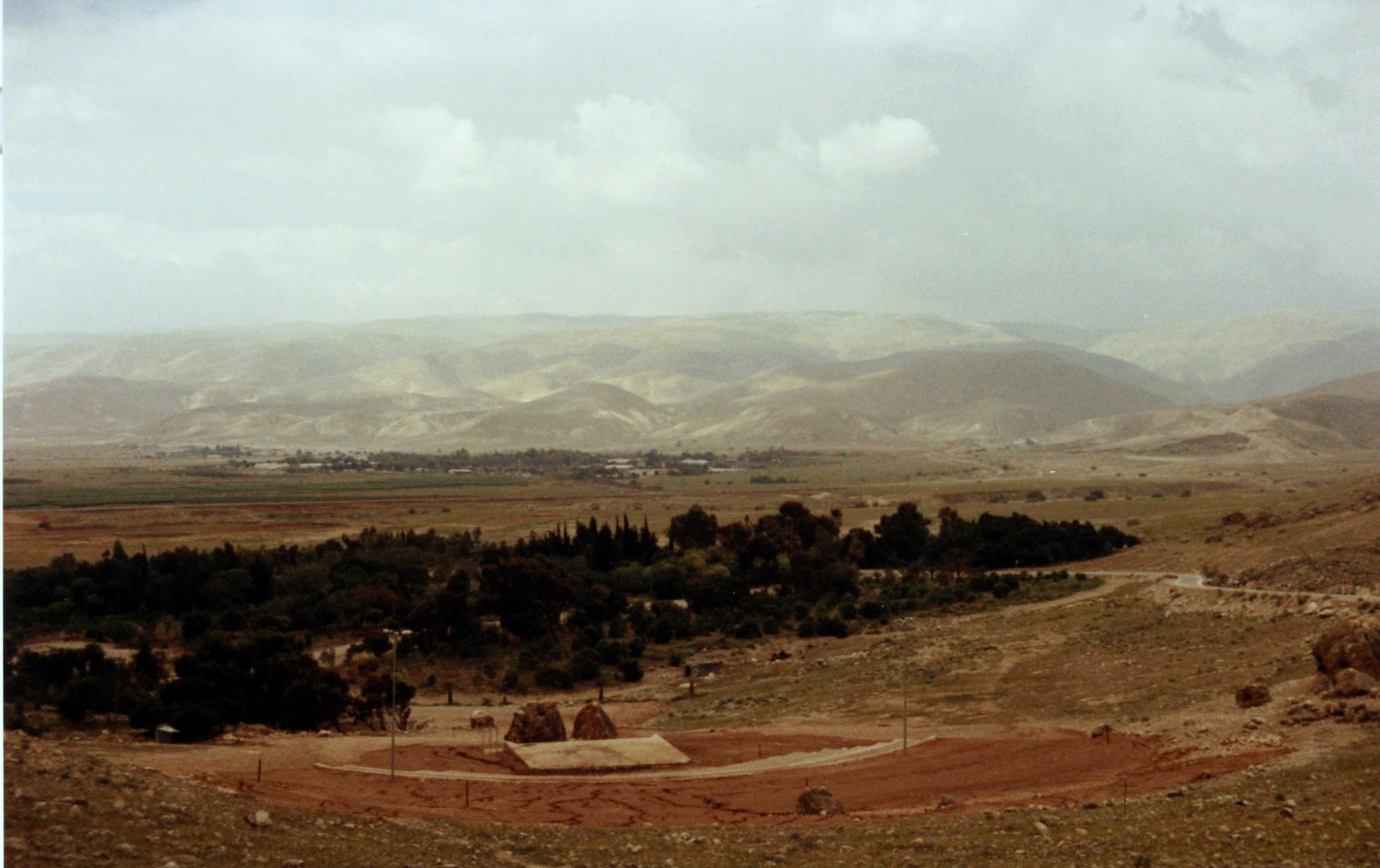
Montanha de Moabe, vista do Rio Jordão.

Moabe ou Moab (em fenício: 𐤌𐤀𐤁; romaniz.: Māʾab; em hebraico: מוֹאָב; romaniz.: Moʾav; em grego: Μωάβ; em assírio: 𒈬𒀪𒁀𒀀𒀀; romaniz.: Mu'aba; em egípcio: 𓈗𓇋𓃀𓅱𓈉; romaniz.: Mū'ībū) é o nome histórico de uma faixa de terra montanhosa no que é atualmente a Jordânia, ao longo da margem oriental do Mar Morto. Na Idade Antiga, pertencia ao Reino dos Moabitas, um povo que estava frequentemente em conflito com os seus vizinhos israelitas a oeste. Os moabitas são um povo histórico, cuja existência é atestada por diversas descobertas arqueológicas, em especial a Estela de Mesa, que descreve a vitória moabita sobre um filho (não identificado) do rei Onri de Israel. Sua capital foi Dibom, localizada próxima a moderna cidade Jordaniana de Dhiban.

## Etimologia
A etimologia da palavra é incerta. A interpretação mais antiga é encontrada na Septuaginta que explica o nome, em alusão óbvia à descrição da ascendência de Moabe, como ἐκ τοῦ πατρός μου. Outras etimologias que têm sido propostas a consideram como uma decomposição de "semente de um Pai", ou como uma forma particípia de "desejar", conotando assim "a desejável (terra)". Rashi explica que a palavra Mo'ab significa "do Pai", já que "ab" em Hebreu, Árabe e nas demais línguas semíticas significa Pai (Deus). Ele escreveu que como um resultado da imodéstia do nome de Moab, Deus não ordenou aos Judeus que se abstivessem de produzir aflição sobre os Moabitas de modo o qual Ele fez em respeito aos Amonitas. Fritz Hommel considera "Moab" como uma abreviação de "Immo-ab" = "sua mãe é seu pai".

## Geografia
Abelsatim é uma famosa planície onde os hebreus se detiveram para chorar a morte de Moisés. 